# Name the Man
Name the Man és una pel·lícula muda dramàtica supervivent estatunidenca del 1924 dirigida per Victor Sjöström i protagonitzada per Mae Busch i Conrad Nagel. Va ser produïda i distribuïda per Goldwyn Pictures en associació amb Cosmopolitan Productions.

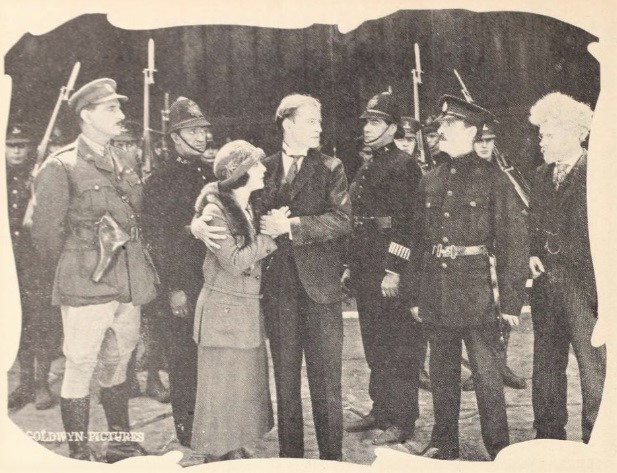
Imatge de la pel·lícula

## Argument
Quan arriba a casa tard una nit, el seu padrastre Dan Collister expulsa a Bessie de casa seva. Ella no té on anar. Bessie es fa amiga de Victor Stowell, fill del Deemster o jutge de l'illa de Man. Víctor està compromès amb Fenella Stanley, la filla del governador de l'illa. La Bessie passa la nit als apartaments d'en Victor. El millor amic de Victor, Alick Gell, li diu a Victor el seu amor per Bessie. Víctor veu una oportunitat per acabar amb la seva aventura amb Bessie. El pare de Victor mor i ell el succeeix com a Deemster. Més tard Bessie és arrestada i jutjada per matar el seu fill. El jutge que jutja el cas és Víctor, el pare del nen. Bessie és declarada culpable i ha de ser executada. Una multitud enfurismada s'aplega al voltant de la presó per demanar el nom de l'home. Hi ha dues dones que ho saben, Bessie i Fenella que havien desafiat en Víctor i obtingut la seva confessió. Bessie s'escapa de la presó, on està esperant la sentència de mort. Víctor és atrapat i apedrejat per la multitud per ajudar-la a escapar.

## Repartiment
- Mae Busch - Bessie Collister
- Conrad Nagel - Victor Stowell
- Hobart Bosworth - Christian Stowell
- Creighton Hale - Alick Gell
- Patsy Ruth Miller - Fenella Stanley
- Winter Hall - Gov. Stanley
- Aileen Pringle - Isabelle
- DeWitt Jennings - Dan Collister
- Evelyn Selbie - Lisa Collister
- Mark Fenton - Constable Cain
- Anna Dodge - Mrs. Quayle
- Mrs. Charles Craig - Mrs. Brown
- Cecil Holland - Coroner
- Lucien Littlefield - Sharf
- William Orlamond - Taubmam
- Charles Hill Mailes - Attorney General
- Andrew Arbuckle - Vondy

## Estat de preservació
Name the Man sobreviu a la Cinematheque royale de Belgique a Brussel·les, Cinemateket-Svenska Filminstitutet a Estocolm, i a l'arxiu Gosfilmofond a Moscou.